# موز تشيزماني
موز تشيزماني (الاسم العلمي: Musa cheesmanii) هو نوع من النباتات يتبع جنس الموز من فصيلة الموزية.